# Aboan
Aboën és un municipi francès, situat al departament del Loira i a la regió d'Alvèrnia-Roine-Alps.